# Renée April
Renée April CM là nhà thiết kế phục trang người Canada. April đến từ Rivière-du-Loup, Québec, và xưởng của cô ấy ở Montréal. Cô đã tham gia thiết kế trang phục cho khoảng 40 tác phẩm truyền hình và điện ảnh Canada tính tới năm 2012. April giành được giải Genie cho Thiết kế trang phục xuất sắc nhất cho Grey Owl (1999), một giải Gemini cho Million Dollar Babies và đề cử giải Satellite cho Thiết kế trang phục xuất sắc nhất cho The Red Violin (1998).
Với công việc của mình, cô thường lấy cảm hứng từ các bức hoạ, môi trường sống và sách vở. Cô đã điều hành thiết kế trang phục cho The Neverending Story tại Muse Entertainment ở Montréal. Các tác phẩm của cô đã xuất hiện trong triển lãm De film en aiguille năm 2012 tại bảo tàng Musée de l'Amérique francophone. April cũng góp công thiết kế trang phục cho buổi biểu diễn Cirque du Soleil ở Tokyo. Trong dự án điện ảnh Tội phạm nhân bản 2049 (2017) của đạo diễn Denis Villeneuve, cô đảm nhiệm thiết kế các trang phục giả lông và mặt nạ thở. Cô được nhận Huân chương Canada vào năm 2019.